# Имени Горького (Кривой Рог)
Имени Горького — исторический район в Терновском районе города Кривой Рог Днепропетровской области.

## Характеристика
Исторический район из двух жилых массив частной застройки в западной части Терновского района, на правом берегу реки Саксагань. 
Первый жилмассив заложен в конце 1920-х годов как горняцкий посёлок. Развитие получил в 1950—1960-х годах. Площадь 171 га. Состоит из 30 улиц, где проживает 2860 человек. Богат зелёными насаждениями.
Второй жилмассив заложен в конце 1940-х годов семьями горняков. Состоит из 40 улиц и переулков, состоящих из 1130 домов, где проживает 1800 человек. Работает 4 квартальных комитета. Газифицировано 15 улиц. Расположены средняя школа № 38, церковь, магазины, действуют клуб «Ветеран», вокальный ансамбль «Криница».